# 牧内良平
牧内 良平（まきうち りょうへい、1938年4月 - ）は、日本の新聞記者、実業家。元テレビ神奈川社長。前学校法人神奈川大学理事長。神奈川県海老名市在住。

## 経歴
長野県飯田市出身。飯田高校卒業後2年間浪人したのち、早稲田大学政治経済学部に入学。1965年、神奈川新聞社に入社。
1985年、社会部長に就任。1986年6月1日付の神奈川新聞に霊感商法の被害状況を取材した記事が掲載されると、その日の夕方から神奈川新聞社本社には、統一教会（現・世界平和統一家庭連合）の信者からの無言電話および抗議の電話が殺到。電話は3日夜までに8,400件を超え、会社の通信機能は麻痺した。牧内は6月4日付の同紙のコラムに実名で「暴力は、どんな形にしろ絶対に容認できない。電話によるいやがらせは陰湿なうえに、数にモノを言わせたものは組織暴力である。県民の財産ともいえる地元紙の編集権が特定の勢力に侵されてはならないし、そうした暴力に屈するわけにはいかない」と書き、記事を書いた江川紹子に「霊感商法に関する記事を積極的に書くように」と命じた。その後、編成局次長、専務と昇格した。
2001年、社が筆頭株主となったのを機にテレビ神奈川の代表取締役社長に就任。当時のテレビ神奈川の経営環境は厳しく、目前に迫ったデジタル化への対応も十分ではなかった。社長時代は経営安定化のため県内全市町村から出資をとりつけたのを皮切りに、新社屋への移転、デジタル放送開始と様々な改革を実践。その後、小宮邦安に社長の座を譲り、会長、取締役相談役を経て、2014年6月23日付より相談役、2016年6月に名誉相談役に就任。
2016年6月、学校法人神奈川大学の理事に就任。2017年9月23日より2020年9月22日まで理事長。